# チープトーク
チープトーク (英: cheap talk) とは、ゲーム理論におけるゲームの利得に直接には影響しないようなプレーヤー間のコミュニケーションのことである。
このことは、メッセージを送ることが世界の状態に依存して送り手にコストを要するシグナリングと対照的である。その古典的な例は、専門家 (たとえば生態学者) が情報をもたない意思決定者 (たとえば森林伐採法案に投票する政治家) に対して世界の状態を説明するようなものである。意思決定者は、専門家からの報告を聞いたあとで、両プレーヤーの利得に影響をする決定を下さねばならない。

## 応用
チープトークは、一般に、任意のゲームにつけ加えることができ、実現しうる均衡利得の集合を改善する可能性をもつ。たとえば、男女の争いゲームのはじめに、チープトークを行う段階を加えることができる。そこで各プレーヤーは自分がサッカーの試合とオペラのどちらに行くつもりでいるかをアナウンスする。男女の争いは調整ゲームなので、この最初のコミュニケーション段階によって、プレーヤーたちにとって多数の均衡からの選択が可能になるかもしれず、そうなれば調整できなかった場合におけるよりも高い利得が達成できる。この帰結をもたらすメッセージと戦略はプレーヤー間で対称である。プレーヤーたちは、
1. オペラとサッカーとを等確率でアナウンスし、
2. もし一方がオペラ (またはサッカー) とアナウンスしたならば、このメッセージを聞いた相手はオペラ (サッカー) と言うほうがよい (Farrell and Rabin, 1996)。

両者が異なる選択肢をアナウンスしたならば、調整は達成されない。片方のプレーヤーだけがメッセージを送る場合には、このプレーヤーに先手の利がもたらされる。しかしながら、チープトークが均衡利得に影響を及ぼすということは、保証されたものではない。べつのゲーム、囚人のジレンマは、その唯一の均衡が支配戦略によるゲームである。プレーの前段階にどんなチープトークがあっても無視され、送られたメッセージにかかわらずプレーヤーたちは支配戦略 (裏切り、裏切り) をプレーするだろう。

## 生物学への応用
通常、チープトークはゲームの基本構造に対し影響をもたないと主張されている。生物学の論文では、しばしば、動物のあいだのシグナリングはコストのかかるシグナリングによってもっともよく説明されると主張される (ハンディキャップ理論やシグナリング理論を参照のこと)。この一般的な意見についてもSkyrms 2002やSkyrms 2004によって疑問が投げかけられている。とりわけ、進化ゲーム理論を用いたいくつかのモデルでは、チープトークは特定のゲームの進化ダイナミクスに影響を与えることが示されている。